# آقای سکسکه
آقای سکسکه (به انگلیسی: Mr. Hiccup) یک مجموعه انیمیشن ایتالیایی-سوئیسی است که در سال ۱۹۸۳ و در ۳۹ اپیزود توسط «ایتال‌تونز کورپوریشن» تهیه شده‌است. این مجموعه داستان زندگی مردی به نام «آقای سکسکه» را بازگو می‌کند که بعضی وقت‌ها دچار سکسکهٔ مزمن می‌شود و سعی می‌کند آن شرایط دردسرزا و مشکل آفرین را مدیریت کند.
او در هر قسمت برای توقف سکسکه‌اش به روش جدیدی متوسل می‌شود که البته در پایان، ناموفق است.